# ال کایرو
ال کایرو (انگلیسی: El Cairo) نام شهری در کشور کلمبیا است.